# Moraine Canyon
Der Moraine Canyon ist eine tief eingeschnittene und 13 km lange Schlucht in der antarktischen Ross Dependency. Im Königin-Maud-Gebirge liegt er westlich der Fram Mesa im nördlichen Nilsen-Plateau.
Der United States Geological Survey kartierte den Canyon anhand eigener Vermessungen und mittels Luftaufnahmen der United States Navy aus den Jahren zwischen 1960 und 1964. Das Advisory Committee on Antarctic Names benannte ihn 1967 nach der Moräne, die den Talgrund des Canyons einnimmt.